# Presidente Lucena
Presidente Lucena este un oraș în Rio Grande do Sul (RS), Brazilia.